# یوزف شوبرت
یوزف شوبرت (آلمانی: Joseph Schubert؛ ۲۰ دسامبر ۱۷۵۴ – ۲۸ ژوئیه ۱۸۳۷) یک آهنگساز و نوازندهٔ ویولن و ویولا اهل آلمان بود.
آثار او مشتمل بر ۱۵ مَس، ۴ اپرا، ۱۷ سونات و ۴۹ کنسرتو است.